# Pietro Torri
Pour les articles homonymes, voir Torri.
Pietro Torri (né v. 1650 à Peschiera del Garda et mort le 6 juillet 1737 à Munich) est un compositeur italien de la fin du XVIIe et du début du XVIIIe siècle.

## Biographie
Organiste et maître de chapelle du margrave de Bayreuth de 1684 à 1688, il est ensuite engagé au service de Maximilien-Emmanuel de Bavière. Deux ans plus tard, il suit son maître dans les Pays-Bas espagnols et s'installe à Bruxelles, où il épouse la sœur du maître de ballet François Rodier.
Suivant son maître dans ses pérégrinations, Torri compose des oratorios et s'illustre à Mons, Namur, Lille, Compiègne et Valenciennes, où plusieurs de ses opéras sont représentés.
De retour à Munich en 1715, il continue à composer des cantates et des opéras de circonstance, au rythme d'un par an. À la mort de Giuseppe Antonio Bernabei en 1732, il est enfin nommé officiellement maître de chapelle de la cour de Bavière.

## Œuvres principales
À côté des 50 opéras qu'il écrivit, Torri composa aussi des sérénades, des oratorios, des psaumes et des cantates. Ses plus célèbres œuvres sont l'oratorio Le Triomphe de la paix composé pour la paix de Rastatt en 1715 et un Te Deum pour Maximilien-Emmanuel.
- L'innocente giustificato (Bayreuth, 1688)
- Gli oracoli di Pallade e Nemesi (Munich, 1690)
- Briseide (Hannover, 1696)
- San Gaetano (Bruxelles, 1705)
- La vanità del mondo (Bruxelles, 1706)
- Ismene (Munich, 1715)
- La Merope (Munich, 12 octobre 1719)
- Lucio Vero, opéra seria (Munich, 1720) sur un livret d'Apostolo Zeno
- Adelaide (Munich, 1722)
- Griselda (Munich, 1723)
- Amadis di Grecia, dramma per musica (Munich, 1724) sur un livret de Perozzo di Perozzi
- Venceslao, opéra seria (Munich 1725) sur un livret d'Apostolo Zeno
- Nicomede (Munich, 1728)
- Edippo (Munich, 1729)
- Le Martyre des Maccabées (aucune date attestée)

## Discographie
- Le Martyre des Maccabées. Anne Magouët, François-Nicolas Gestot, Alain Buet, Bruno Rostand, Mathieu Chapuis, Étienne Debaisieux, Renaud Tripathi, Benoît Porcherot, Chœur de chambre de Namur. Les Agrémens, Jean Tubéry. Musique en Wallonie (2007, Église Saint-Loup, Namur). Extrait vidéo en ligne
- La Baviera. Bernhard, Meier, Oro, Allen, Bruns. Neue Hofkapelle München, Christoph Hammer. Ars Production (2003)
- Le Triomphe de la Paix. Neue Hofkapelle München, Christoph Hammer. ORF édition Alte Music (2006)
- Pietro Torri et Alfonso D'Eve : Missa Pro defunctis. Il Fondamento, La Sfera del Canto, Dombrecht (2001)